# Profiled
1990. szeptember 21-én jelent meg a Led Zeppelin Profiled című interjúalbuma. A Profiled a nem sokkal korábban megjelent Led Zeppelin Boxed Set mellé készített reklám CD volt. 1992-ben a Led Zeppelin Remasters speciális kiadásának részeként újra megjelent.

## Az interjúk
1. "Led Zeppelin Profile"
Részletek az albumon hallható interjúkból, valamint a zenekar dalaiból.
2-8. "Station Liners"
Jimmy Page által rögzített rövid bevezetők a rádióban felvett műsorokhoz (Például: „I'm Jimmy Page, and I'm ready to rock”).
9-20. "Interview: Jimmy Page"
21-32. "Interview: Robert Plant"
33-43. "Interview: John Paul Jones"